# بيت مهدي (كحلان عفار)

تعديل مصدري - تعديل

بيت مهدي هي إحدى قرى عزلة عزان بمديرية كحلان عفار التابعة لمحافظة حجة، بلغ تعداد سكانها 229 نسمة حسب تعداد اليمن لعام 2004.